# Casa al carrer Igualada, 27 (la Llacuna)
La Casa al carrer Igualada, 27 és una obra de la Llacuna (Anoia) inclosa a l'Inventari del Patrimoni Arquitectònic de Catalunya.

## Descripció
Casa interessant pels elements de façana . presenta dos pisos i golfes i és acabada en terrat. La façana està arrebossada i presenta un balcó corregut de doble sortida al primer pis i dos balcons al segon rematats per dues petites finestres que fan un polilobulat, tot està disposat simètricament i la part superior de les portes dels balcons, porta d'entrada i garatge ornamentats amb un motllurat arrebossat que destaca a la part superior d'aquests.

## Història
Primer quart de segle xx.